# Bahnstrecke Wegenstedt–Calvörde
| Bahnhof Calvörde 1908–1966 |                                |                  |                  |
| Kursbuchstrecke: | 189p (1934) ehemals 209c, 209k |                  |                  |
| Streckenlänge: | 6,2 km                         |                  |                  |
| Spurweite: | 1435 mm (Normalspur)           |                  |                  |
| |                                |                  |                  |
| \| \| \| von Oebisfelde \| \| \| \| 0,0 \| Wegenstedt \| Wegenstedt \| \| \| \| nach Glindenberg \| \| \| \| \| Mittellandkanal \| \| \| \| 6,2 \| Calvörde \| Calvörde \| |                                |                  |                  |
| Strecke |                                | von Oebisfelde   | von Oebisfelde   |
| Bahnhof | 0,0                            | Wegenstedt       | Wegenstedt       |
| Abzweig ehemals geradeaus und nach rechts |                                | nach Glindenberg | nach Glindenberg |
| Brücke über Wasserlauf (Strecke außer Betrieb) |                                | Mittellandkanal  | Mittellandkanal  |
| Kopfbahnhof Streckenende (Strecke außer Betrieb) | 6,2                            | Calvörde         | Calvörde         |

Die Bahnstrecke Wegenstedt–Calvörde war eine rund sechs Kilometer lange, eingleisige, nicht elektrifizierte Nebenbahn, die 1967 stillgelegt wurde.
Erbaut wurde sie von der Kleinbahn Wegenstedt–Calvörde, einem Eigenbetrieb des Fleckens Calvörde.

## Streckenverlauf
Die Strecke führte von Wegenstedt an der Bahnstrecke Glindenberg–Oebisfelde durch flaches Land zum nur sechs Kilometer entfernten Ort Calvörde. Dabei wurde der Mittellandkanal gekreuzt.

## Kleinbahn Wegenstedt–Calvörde
Calvörde gehörte im 19. Jahrhundert zum Herzogtum Braunschweig, lag aber als Enklave in der preußischen Provinz Sachsen. Bestrebungen, den Ort beim Bau der Bahnstrecke Neuhaldensleben–Oebisfelde anzuschließen, scheiterten aufgrund der Zugehörigkeit zum Herzogtum Braunschweig. So führte die Strecke schließlich rund fünf Kilometer westlich an Calvörde vorbei. Nach zahlreichen, teils kuriosen Neubauplänen wurde 1906 der Plan einer Strecke Wegenstedt–Calvörde entworfen. Am 28. April 1909 wurde die Konzession zum Bau und Betrieb einer Kleinbahn an die Gemeinde Calvörde erteilt. Mangels eines anderen Betreibers baute die Gemeinde Calvörde – mit geringer finanzieller Unterstützung durch das Herzogtum Braunschweig – die sechs Kilometer lange Kleinbahn in eigener Regie. 
Schon am 22. September 1909 konnte der Güterverkehr aufgenommen werden; am 1. Oktober 1909 folgte der Personenverkehr. Zwei zweiachsige Dampflokomotiven waren 1909 von der Firma Borsig in Berlin gebaut worden und prägten drei Jahrzehnte lang den Verkehr auf der Strecke. Diese Lokomotiven wurden 1949 von der Deutschen Reichsbahn in die Baureihe 98 eingereiht. Die Bahn erwies sich als wirtschaftlich erfolgreich. Zunächst wurden vier Zugpaare als Güterzug mit Personenbeförderung (GmP) gefahren. Dazu gab es in der Erntezeit zahlreiche Rübenzüge. Die Fahrzeit der GmP betrug 13 Minuten. Jährlich wurden ca. 44.000 Reisende befördert. Nach einem Rückgang während des Ersten Weltkriegs nahm die Anzahl der Zugfahrten in der zweiten Hälfte der 1920er-Jahre auf sechs GmP-Zugpaare zu. 1928 werden 38.000 Personen und 203.225 Tonnen Güter befördert. 1928 begann auch der Bau des Mittellandkanals, wodurch auch der Güterverkehr zunahm. Zur Überquerung des Mittellandkanals wurde eine Kastenträgerbrücke errichtet.
Während des Zweiten Weltkriegs nahm die Zahl der Fahrten sogar zu, da der Treibstoff für Omnibusfahrten rationiert war. Sogar nachts wurde auf der Strecke gefahren. Nachdem 1941/42 die GmP-Zugfahrten eingestellt wurden, wurde ein Doppelstocktriebwagen von der Gardelegen-Haldensleben-Weferlinger Kleinbahn (GHWK) erworben. Dieser wurde 1948 an die GHWK zurückgegeben. Nach einer kurzen Pause verkehrten ab Mai 1945 wieder zwei Zugpaare auf der Strecke. 
Am 1. Januar 1947 wurde die Kleinbahn zwangsweise an die Sächsischen Provinzbahnen GmbH abgegeben, die aber schon am 15. August 1948 in den Vereinigten Volkseigenen Betrieben des Verkehrswesens Sachsens aufgingen. Ab dem 1. April 1949 betrieb die Deutsche Reichsbahn die Strecke. Fortan gehörte sie zur Reichsbahndirektion Magdeburg. Der Verkehr auf der Strecke war weiterhin rege. An Gütern wurden Kohle, Dünger, Steine, Kartoffeln, Vieh und Konserven transportiert. Allerdings verschlechterte sich der Oberbau so, dass die Fahrzeit, die Jahrzehnte lang 13 Minuten betragen hatte, deutlich zunahm. Im Sommer 1964 waren die Züge mindestens 30 Minuten unterwegs, da die Hälfte der Strecke nur mit 10 km/h befahren werden konnte. 
Am 24. September 1966 wurde der Personenverkehr offiziell eingestellt. Bereits ab dem 23. Mai 1966 waren Busse im Schienenersatzverkehr gefahren. Der Güterverkehr endete am 27. Mai 1967. Der Streckenabbau erfolgte direkt nach Einstellung des Güterverkehrs. Nur die Brücke über den Mittellandkanal blieb bis 1978 stehen.

## Die Dampflokomotiven / Triebwagen
der Kleinbahn Wegenstedt-Calvörde
| Bahn-Nr. | Bauart | Hersteller | Baujahr | Fabrik-Nr. | DR-Nr.     | Text                             |                                                                |
| -------- | ------ | ---------- | ------- | ---------- | ---------- | -------------------------------- | -------------------------------------------------------------- |
| 1        | B n2t  | Borsig     | 1909    | 7.234      | 98 6006    | Anlieferung am 27. Juli 1909     | z 12. August 1965; + 17. Januar 1966; ++ 5. Mai 1966 Raw Halle |
| 2        | B n2t  | Borsig     | 1909    | 7.235      | 98 6007    | Anlieferung am 2. September 1909 | Verkauf am 3. August 1950 an VEB Glashütte Torgau              |
| T1       | 1A-dm  | NAG        | 1927    | ???        | VT 133 511 | Schienenbus                      | ++ 19. Dezember 1957                                           |

## Spuren
Südlich des Bahnhofs Wegenstedt ist der in einem Bogen nach Osten verlaufende Bahndamm zu erkennen. Das Bahnhofsgebäude Calvörde steht unter Denkmalschutz und war bis Mai 2007 eine Kindertagesstätte.

## Sonstiges
Die Bahnstrecke wurde im Volksmund aufgrund ihrer geringen Länge „Stummel“ genannt.